# Рыбинский уезд
Рыбинский уезд — административно-территориальная единица Ярославской губернии Российской империи и РСФСР, существовавшая в 1777-1929 годах. Уездный город — Рыбинск.

## География

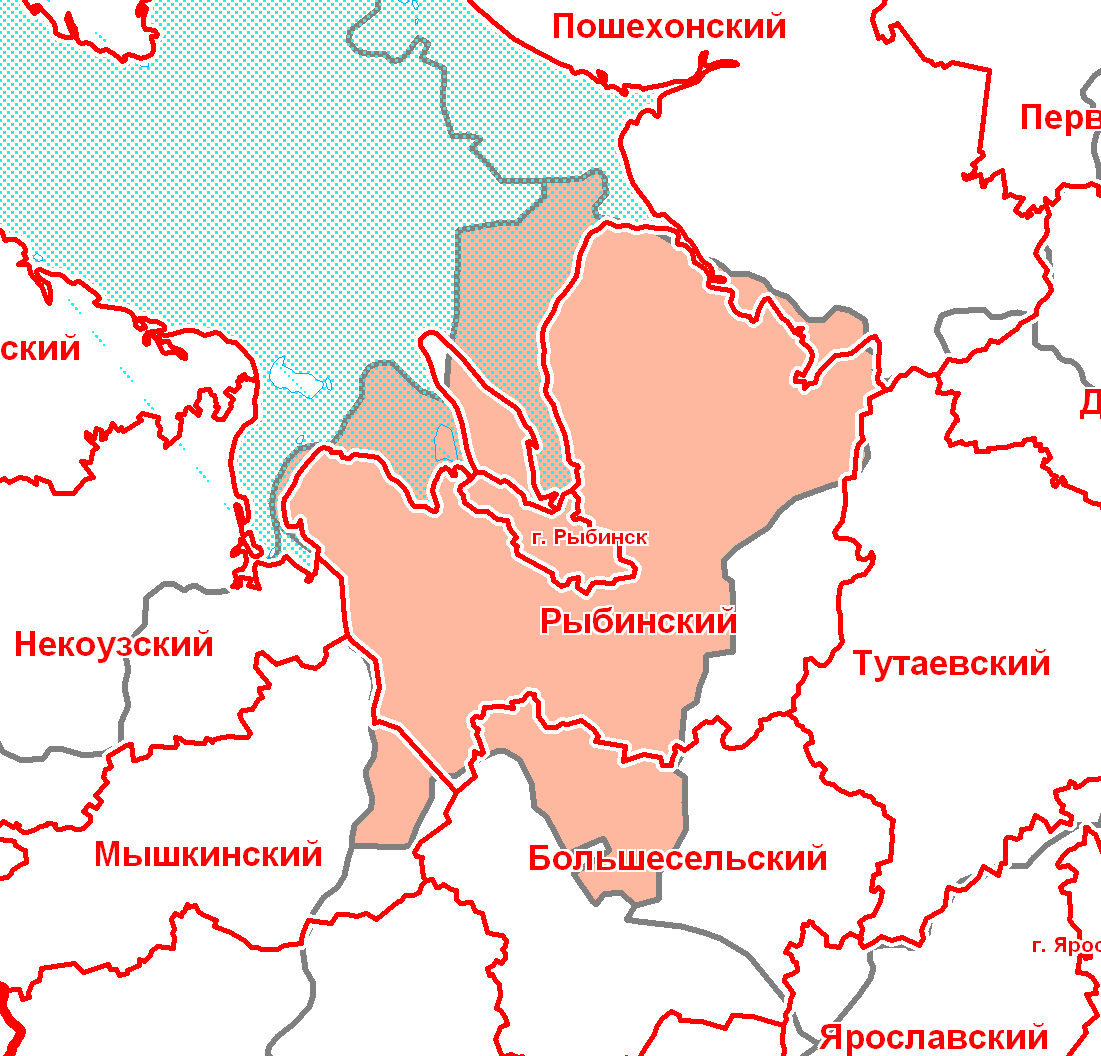
Рыбинский уезд в современной сетке районов

Рыбинский уезд являлся центральным уездом Ярославской губернии. На юго-западе граничил с Мышкинским уездом, на западе — с Мологским, на севере — с Пошехонским, на юге — с Угличским.
Рыбинский уезд включал Рыбинский район, за исключением восточной части (за линией Панфилово-Шестовское), входившей в Романовский и Борисоглебский уезды (посёлок Тихвинское на Волге входил в Рыбинский уезд), южный выступ Пошехонского района (севернее реки Ухры), северную приволжскую часть Мышкинского района. Своим юго-восточным выступом он проникал в Большесельский район, доходя до реки Юхоть.

## История

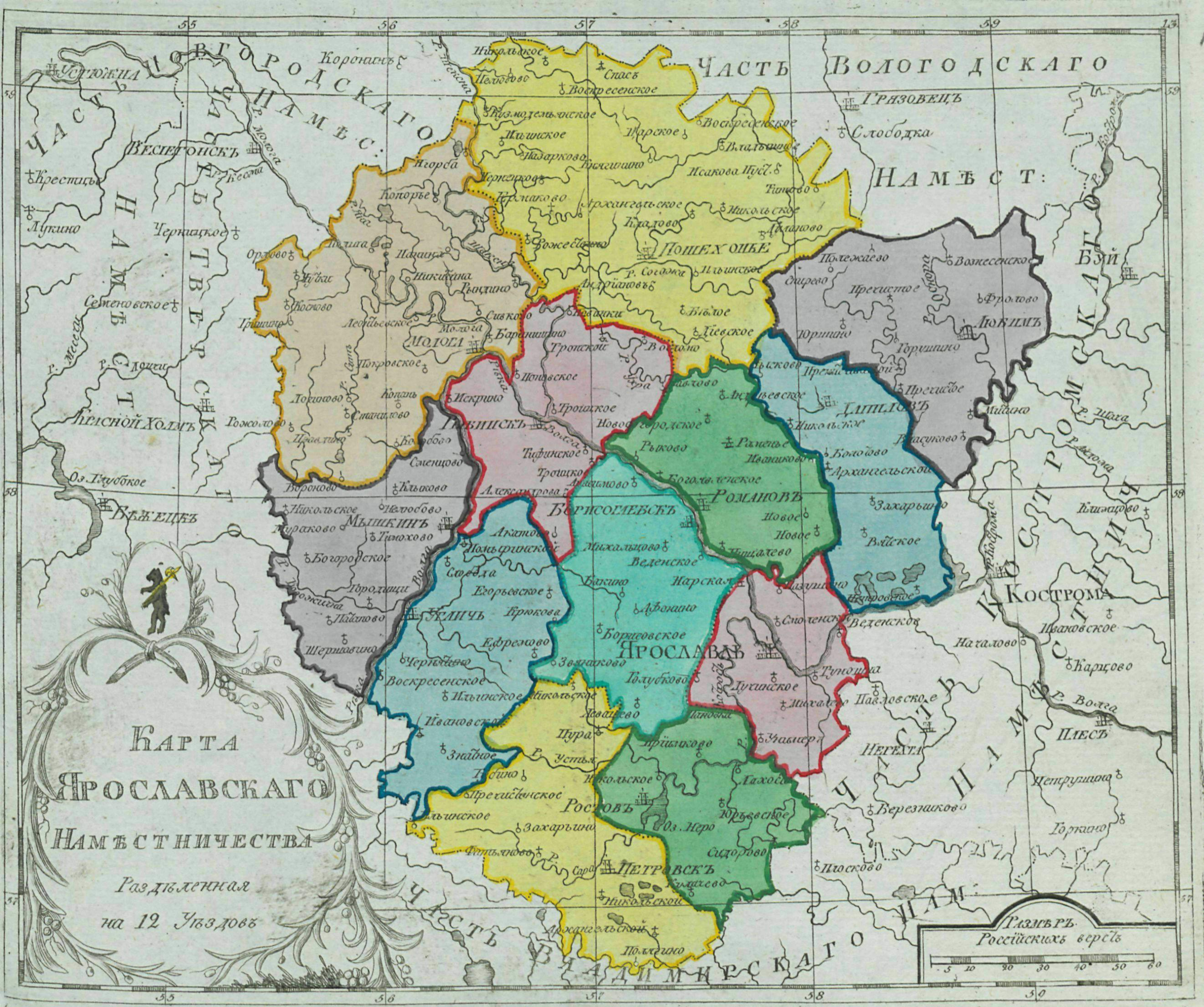
Карта Ярославского наместничества. 1792 год. Рыбинский уезд в центре

Первоначально образован в 1777 году в составе Ярославского наместничества, с 1796 года в составе Ярославской губернии.
Наиболее крупными землевладельцами в уезде были дворяне Хомутовы, Михалковы, Голохвастовы, князья Ухтомские, князья Рыбаковы.
С 3 февраля 1921 года по 15 февраля 1923 года уезд входил в состав Рыбинской губернии. Постановлением Президиума ВЦИК от 14 ноября 1923 года к Рыбинскому уезду присоединена большая часть упразднённого Мышкинского уезда, северная часть ликвидированного Тутаевского уезда.  
В 1929 году уезд был расформирован, его территория вошла в состав Рыбинского округа Ивановской Промышленной области.

## Население
По сведениям 1859 года население уезда составляло 73 615 жителей.
По переписи 1897 года население уезда составляло 92 905 человек. 
По данным переписи населения 1926 года уезд имел 2128 населённых пунктов с населением 215 419 человек.

## Административное деление
В 1862 году в Рыбинском уезде было 10 волостей: Арефинская,  Болобановская, Георгиевская, Глебовская, Ивановская, Нижне-Никульская, Николо-Задубровская, Панфиловская, Спасская, Троицкая.
В 1890 году в состав уезда входило 16 волостей
| № п/п | Волость             | Волостное правление      | Число селений | Население |
| ----- | ------------------- | ------------------------ | ------------- | --------- |
| 1     | Арефинская          | с. Арефино               | 106           | 6169      |
| 2     | Болобановская       | д. Болотинская           | 46            | 3013      |
| 3     | Георгиевская        | д. Середнево             | 48            | 3304      |
| 4     | Глебовская          | с. Глебово               | 75            | 4635      |
| 5     | Ивановская          | с. Иваново (Ильинское)   | 77            | 3216      |
| 6     | Копринская          | д. Погорелка             | 51            | 8669      |
| 7     | Нижне-Никульская    | с. Нижне-Никульское      | 32            | 3231      |
| 8     | Николо-Задубровская | с. Александрова Пустынь  | 77            | 2776      |
| 9     | Николо-Кормская     | с. Никольское в Корме    | 97            | 5145      |
| 10    | Николо-Тропская     | с. Никольское на Тропе   | 13            | 2280      |
| 11    | Никольская          | с. Никольское на Курбице | 36            | 1983      |
| 12    | Панфиловская        | с. Панфилово             | 79            | 3021      |
| 13    | Спасская            | д. Хорошилово            | 68            | 4526      |
| 14    | Сретенская          | с. Сретенье              | 37            | 1810      |
| 15    | Троицкая            | д. Милюшино              | 51            | 4036      |
| 16    | Чудиновская         | д. Чудиново              | 33            | 1681      |

В 1923 году в уезде было 10 укрупнённых волостей:
- Арефинская — с. Арефино,
- Архангельская — c. Архангельское,
- Воскресенская — с. Воскресенское,
- Глебовская — с. Глебово,
- Елоховская — с. Александрова Пустынь,
- Мышкинская — г. Мышкин,
- Огарковская — с. Огарково,
- Песоченская — с. Песочное,
- Рождественская — с. Рождествено,
- Рыбинская — г. Рыбинск.

## Населённые пункты
Крупнейшие населённые пункты по переписи населения 1897 года, жит.:
- г. Рыбинск — 25 290
- д. Абакумово и фабричный поселок — 2098
- с. Александровское — 525

## Уездные предводители дворянства[7]
| Время службы | Фамилия, Имя, Отчество               | Должность/Чин                                       |
| ------------ | ------------------------------------ | --------------------------------------------------- |
| 1778-1780    | Лопырев Михаил Степанович            | Надворный советник                                  |
| 1781-1783    | Бакунин Фёдор Васильевич             | Премьер-майор, надворный советник (1785)            |
| 1784-1786    | Михалков Владимир Александрович      | Гвардии капитан-поручик                             |
| 1787-1789    | Шубин Василий Иванович               | Секунд-майор                                        |
| 1790-1792    | Ахматов Степан Иванович              | Капитан-лейтенант                                   |
| 1793-1795    | Князь Вяземский Александр Андреевич  | Капитан 2-го ранга                                  |
| 1796-1797    | Михалков Владимир Александрович      | Гвардии капитан-поручик                             |
| 1797-1798    | Князь Вяземский Николай Андреевич    | Капитан 1-го ранга                                  |
| 1799-1800    | Ахматов Степан Иванович              | Капитан-лейтенант                                   |
| 1800-1801    | Ярославов Михаил Александрович       | Подполковник                                        |
| 1802-1808    | Аксаков Иван Алексеевич              | Премьер-майор, надворный советник (1808)            |
| 1809-1811    | Князь Ухтомский Пётр Дмитриевич      | Подполковник                                        |
| 1812-1815    | Глебов Пётр Илларионович             | Надворный советник                                  |
| 1815-1817    | Люткин Иван Михайлович               | Майор                                               |
| 1818-1820    | Глебов Иван Илларионович             | Коллежский асессор                                  |
| 1821-1823    | Ащерин Дмитрий Михайлович            | Капитан                                             |
| 1824         | Румянцев Александр Иванович          | Майор                                               |
| 1824-1826    | Опочинин Степан Васильевич           | Гвардии прапорщик                                   |
| 1827-1831    | Клементьев Никтополион Михайлович    | Коллежский асессор, надворный советник (1831)       |
| 1831         | Михалков Сергей Владимирович         | Гвардии подпоручик                                  |
| 1831-1832    | Жадовский Николай Никандрович        | Коллегии МИД переводчик                             |
| 1833-1835    | Шишкин Павел Сергеевич               | Титулярный советник, надворный советник (1839)      |
| 1836-1838    | Михалков Сергей Владимирович         | Гвардии подпоручик                                  |
| 1839-1856    | Голохвастов Алексей Владимирович     | Майор, статский советник (1862)                     |
| 1857-1871    | Михалков Владимир Сергеевич          | Надворный советник, коллежский советник (1859)      |
| 1872-1874    | Хлебников Леонид Николаевич          | Поручик                                             |
| 1874-1891    | Князь Ухтомский Александр Николаевич | Капитан-лейтенант, действительный статский советник |
| 1891-1896    | Михалков Сергей Владимирович         | Коллежский асессор                                  |
| 1896-1898    | Хлебников Лиодор Николаевич          | Коллежский секретарь                                |